# Anaerosinus glycerini
L'Anaerosinus glycerini   è una specie di batterio appartenente alla famiglia delle Acidaminococcaceae.